# Prostratio

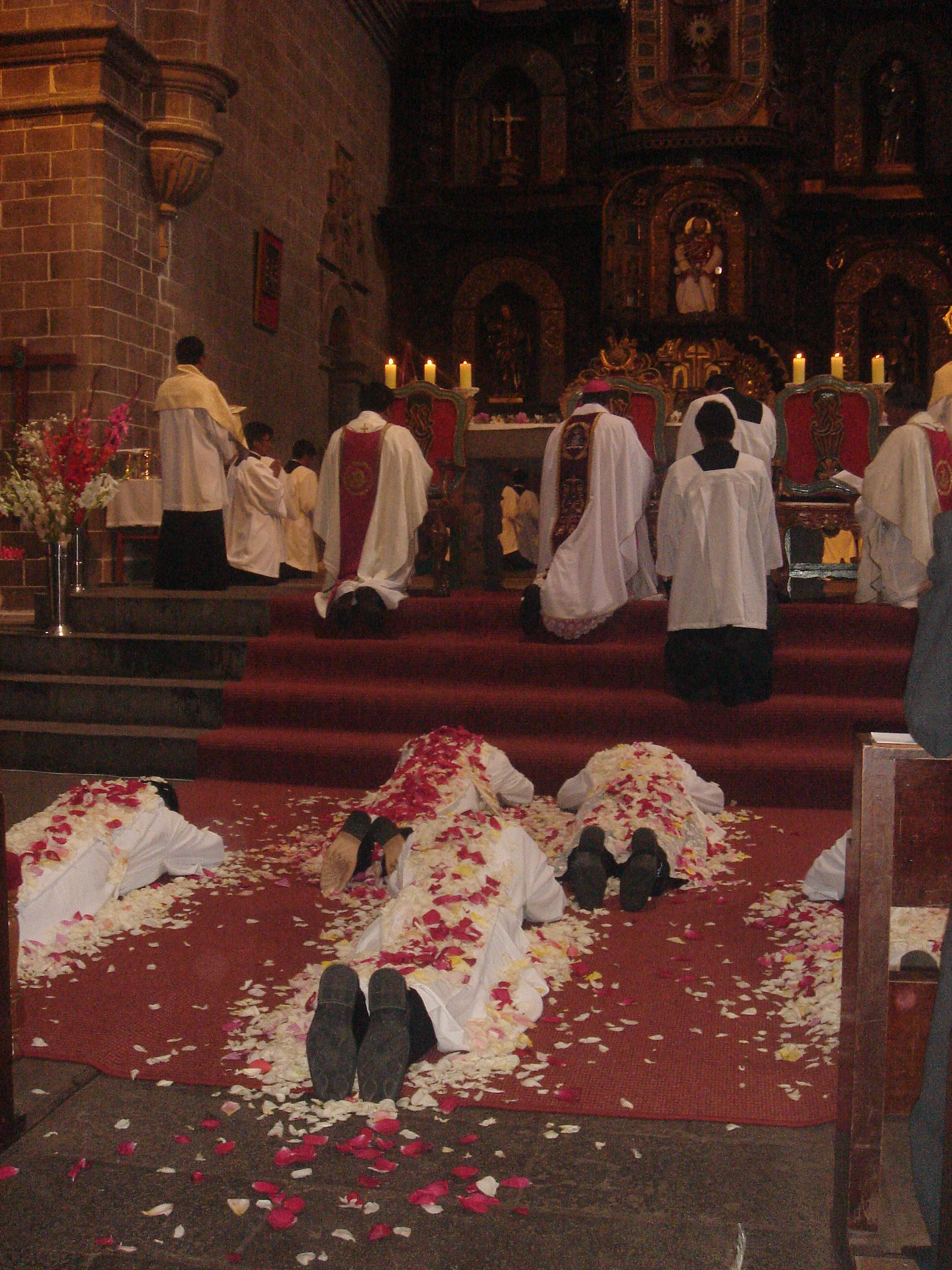
Prostratio bei einer Priesterweihe in Peru, 2009

Unter Prostratio, auch Prostration oder Prosternation (von lateinisch prostratio ‚das Niederwerfen‘), versteht man in der römisch-katholischen, altkatholischen, anglikanischen und orthodoxen Liturgie das ausgestreckte Sichniederwerfen eines Menschen im Altarraum als Zeichen der Demut, Hingabe und flehentlichen Bitte. Mancherorts ist es üblich, bei der Prostratio die Arme waagerecht auszustrecken, sodass die Person in Kreuzform vor dem Altar liegt.

## Geschichte
Die Prostratio ist die intensive Form der Verbeugung und der Kniebeuge, die den ganzen Körper einbezieht. Dieser Ritus hat sein Vorbild im Judentum (Ps 95,6 ); er ist in der Liturgie heute selten und daher besonders eindrucksvoll.
Die Prostratio war auch ein zentrales Element des mittelalterlichen Herrschaftsrituals der Deditio, einer symbolischen Unterwerfung des Rangniederen gegenüber einer ranghöheren Person bei der Beendigung von Konflikten durch Fuß- bzw. Kniefall.

## Römisch-katholische Kirche
Die Prostratio kommt in der römisch-katholischen Kirche vor:
- am Karfreitag zu Beginn der Feier vom Leiden und Sterben Christi. Nach dem Einzug prosternieren sich Priester und Diakone, die übrigen Gläubigen knien im Gedenken an das Leiden und Sterben Jesu.
- in Weiheliturgien (Bischofs-, Priester- und Diakonenweihen): Die Kandidaten werfen sich vor ihrer Weihe zum Gesang der Allerheiligenlitanei vor dem Altar nieder.
- in gleicher Weise bei der feierlichen Profess und bei der Jungfrauenweihe. Die Professen bzw. Kandidatinnen prosternieren sich zum Gesang der Allerheiligenlitanei.

## Altkatholische Kirchen
In Altkatholischen Kirchen ist die Prostratio am Karfreitag ebenfalls üblich, dabei prosternieren sich alle am Altar Dienenden (also auch Ministranten und Lektoren). Die Prostratio bei Weihen erfolgt ebenso wie in der römisch-katholischen Kirche.

## Orthodoxe Kirchen
Die entsprechende Niederwerfung in der orthodoxen Tradition wird Metanie genannt.

## Bahai
Als Ritus ist sie auch bekannt bei den Bahá'í nach dem Pflichtgebet, wie es im Kitáb-I-Aqdas verordnet wurde.